# Шад Гаспар
Шад Ґаспард (англ. Shad Gaspard, 13 січня 1981, Бруклін, Нью-Йорк, США — 17 травня 2020, Лос-Анджелес, Каліфорнія, США) — американський професійний реслер, актор та каскадер. Найбільшу популярність здобув під час виступів у WWE, де був учасником таг-тиму Крайм Тайм разом із Джей Ті Джи. Також знімався у фільмах і відеоіграх, зокрема виконував роль у моушн-капчурі для Кратоса у грі 2018 року «God of War». Загинув, рятуючи свого сина під час купання в океані.